# Friedrich Bruns (Offizier)

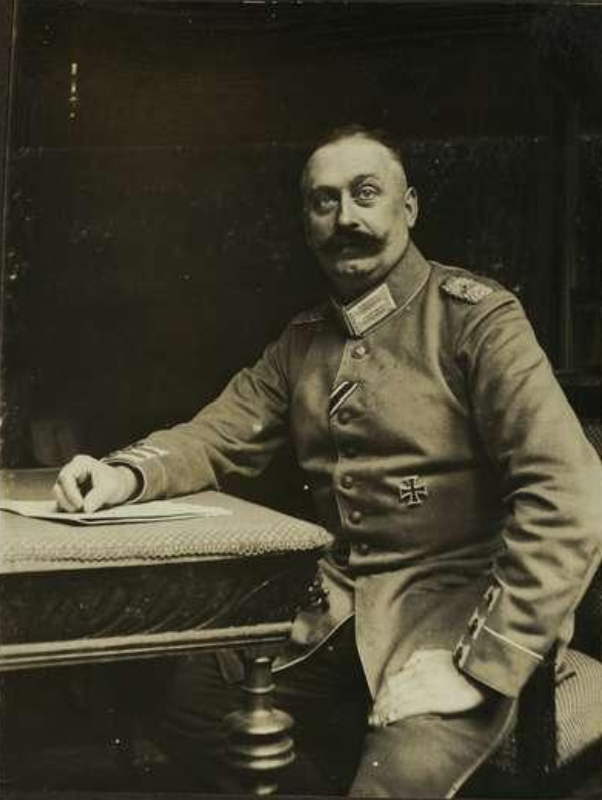
Friedrich Bruns als Major im Stabsquartier in Dünbergen

Friedrich Bruns (* 2. September 1869 zu Hannover; † 20. Dezember 1943 in Grodzisk Wielkopolski) war ein deutscher Offizier, Freikorps-Mitglied und Ritter des Ordens Pour le Mérite.

## Karriere
Bruns trat 1889 als Fahnenjunker in das Braunschweigische Infanterie-Regiment Nr. 92 ein. 1890 erfolgte seine Beförderung zum Leutnant. Am 29. Mai 1906 wurde er zum Hauptmann befördert. 1912 wirkte er im 2. Niederschlesischen Infanterie-Regiment Nr. 47 unter Oberst Curt von Kronhelm. Noch vor Beginn des Ersten Weltkrieges wurde er mit dem Roten Adlerorden IV. Klasse ausgezeichnet.
 

Er wirkte anfangs des Ersten Weltkrieges an der Westfront und wurde vor 1916 zum Major befördert. 1916 befand er sich mit Stabsquartier in Dünbergen, Belgien. Am 6. August 1918 wurde er zum Kommandeur des 3. unter-Elsässischen Infanterie-Regiments Nr. 138 ernannt. Während der Herbstschlacht in der Champagne konnte er sich als Regimentskommandeur bewähren und wurde am 6. November 1918 mit dem Pour le Mérite ausgezeichnet. Gleichzeitig wirkte er bis Kriegsende auch als stellvertretender Kommandeur der 65. Infanterie-Brigade.

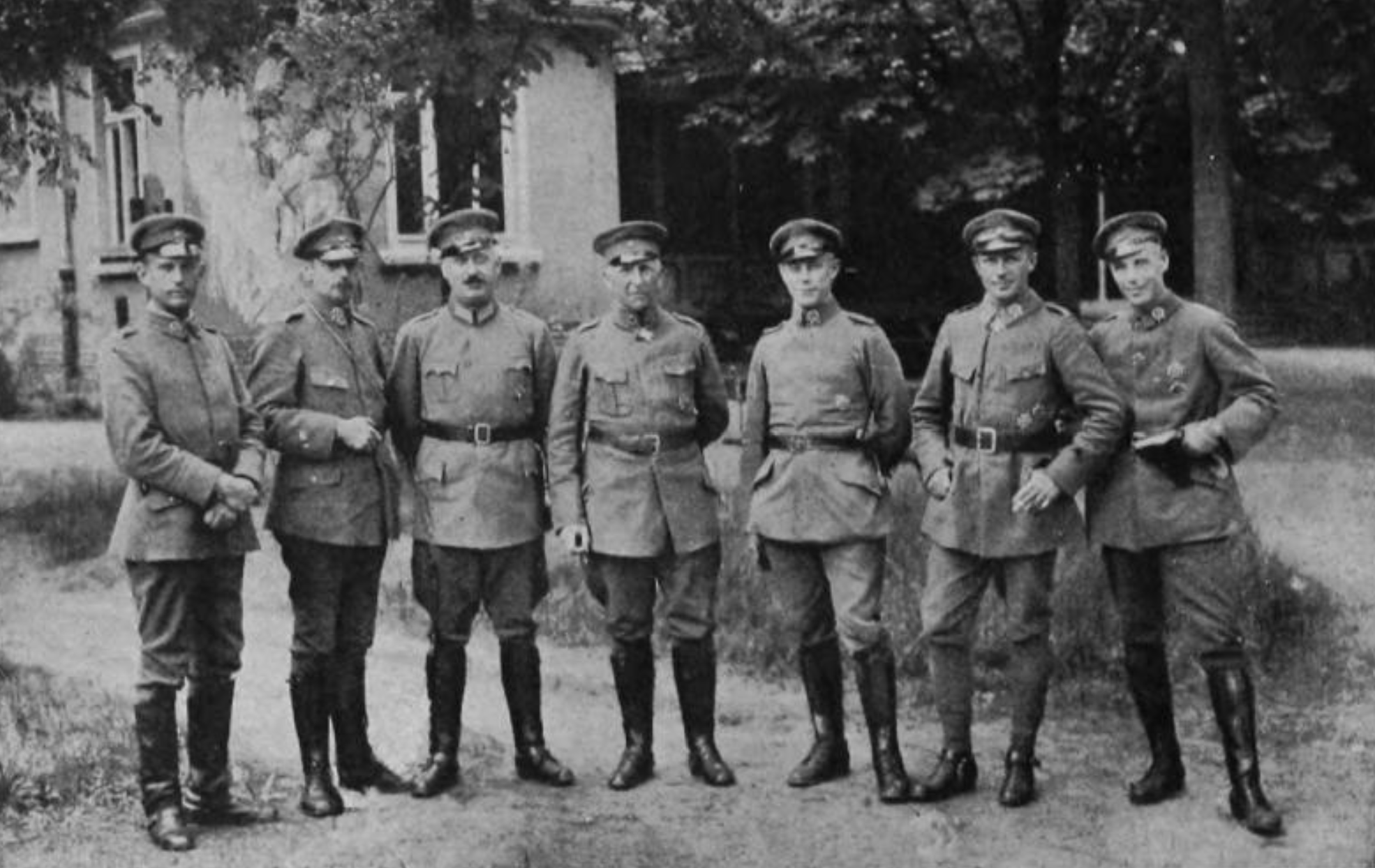
Offiziere der Marine-Brigade von Loewenfeld, darunter Bruns (3. von links)

In der Nachkriegszeit schloss sich Bruns als einer der höchstrangigen Offiziere der Marine-Brigade von Loewenfeld an. Während des Ruhraufstandes nahm seine Kolonne, mit einer Feldkanonenbatterie ausgerüstet, am 3. April 1920 Gladbeck ein. 1943 wurde er noch als Oberst a. D. aufgeführt.